# Horní Slavkov
Horní Slavkov (in tedesco Schlaggenwald) è una città della Repubblica Ceca facente parte del distretto di Sokolov, nella regione di Karlovy Vary.